# ستيفن وايت (أستاذ جامعي)
ستيفن وايت (بالإنجليزية: Stephen White)‏ هو عالم سياسة بريطاني، ولد في 7 يناير 1945.